# Vlaha
Vlaha (węg. Magyarfenes) – wieś w Rumunii, w okręgu Kluż, w gminie Săvădisla. W 2011 roku liczyła 971 mieszkańców.